# Heliconia gloriosa
Heliconia gloriosa är en enhjärtbladig växtart som beskrevs av Abalo och G.Morales. Heliconia gloriosa ingår i släktet Heliconia och familjen Heliconiaceae. Inga underarter finns listade.

## Bildgalleri

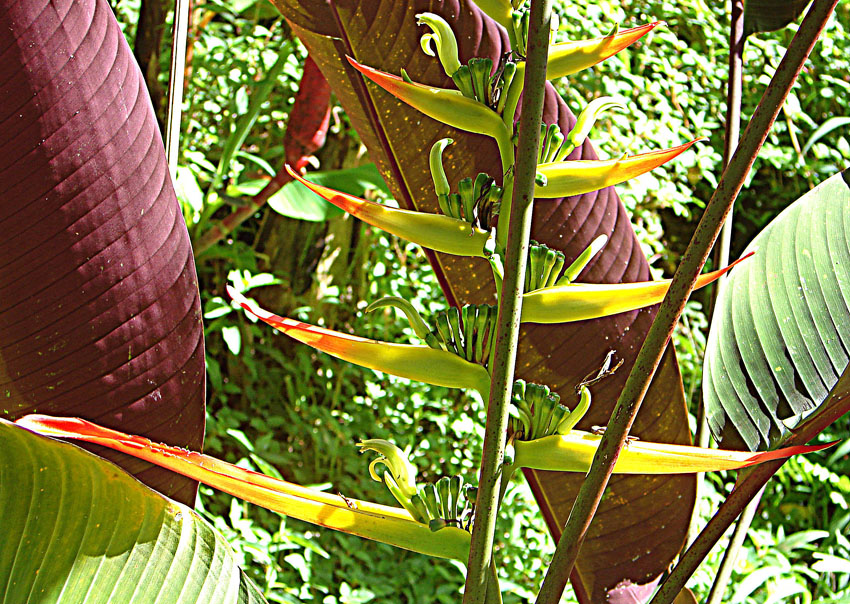